# Coryphaenoides filifer
Coryphaenoides filifer är en fiskart som först beskrevs av Gilbert, 1896.  Coryphaenoides filifer ingår i släktet Coryphaenoides och familjen skolästfiskar. Inga underarter finns listade i Catalogue of Life.